# Nakane Tōri
Nakane Tōri (中根東里 (Trung Căn Đông Lý) 1694 – 27 tháng 3 năm 1765) là nhà Nho phái Dương Minh học sống vào giữa thời Edo, tên hồi nhỏ là Magohei (孫平 Tôn Bình), còn có tên khác là Shitau (若思 Nhược Tư), tự là Takao (敬夫 Kính Phu), tên thường gọi là Sadaemon (貞右衛門 Trinh Hữu Vệ Môn).

## Tiểu sử
Chào đời ở làng Shimoda xứ Izu (nay là thành phố Shimoda, tỉnh Shizuoka). Cha là Nakane Shigekatsu (中根重勝 Trung Căn Trọng Thắng), một nông dân kiêm thầy thuốc quê ở Mikawa. Năm 13 tuổi, cha mất và ông nghe theo lời khuyên bảo của mẹ xuất gia thành một thiền sư địa phương. Sau đó, Tōri đến chùa Manpuku-ji Obakusan vùng Uji xứ Yamashiro (nay là thành phố Uji, tỉnh Kyoto) để học tiếng Trung Quốc và trau dồi Hán học. Tiếp theo, ông chuyển đến chùa Renkō-ji phái Tịnh độ tông ở Komagome, Edo, dưới sự bảo trợ của sư trụ trì Egan, ông miệt mài đọc sách đến mức chẳng bao lâu sau đã thuộc làu hết kinh kệ trong chùa. Ngoài ra, Tōri còn được mọi người biết đến với tài năng tuyệt diệu về thi phú.
Năm 19 tuổi, ông bắt đầu theo học nhà nho nổi tiếng đương thời chuyên về cổ văn tự Ogyū Sorai (荻生徂徠 Địch Sinh Tồ Lai) rồi sau quyết định hoàn tục. Vì vấn đề hoàn tục đột ngột mà ông bị Sorai cùng toàn thể môn đệ tẩy chay, đúng lúc đó ông được một rōnin tên là Hosoi Kōtaku (細井広沢 Tế Tỉnh Quảng Trạch) từng có thời là gia thần của Yanagisawa Yoshiyasu (柳沢 吉保 Liễu Trạch Cát Bảo) mời đến nhà ở Hōngo tại Edo nương náu một thời gian, đồng thời học hỏi thêm về thiên văn học phương Tây. Do nghi ngờ về Sorai học và nghiêng về phía Chu Tử học, nhờ sự giới thiệu của Hosoi, ông bèn bỏ Sorai sang theo đuổi học vấn chính thống từ học giả kiêm trọng thần phiên Kaga là Muro Kyūsō (室鳩巣 Thất Cưu Sào) xứ Kanazawa (nay là thành phố Kanazawa, tỉnh Ishikawa) ở tuổi 23 vào năm Kyōho đầu tiên (1716). Vẫn không hài lòng về Chu Tử học, ông bèn chuyển sang nghiên cứu Dương Minh học. Năm Kyōho thứ 20 (1735), ông được đệ tử của mình là Kozuka Shimpo (金束信甫 Kim Thúc Tín Phủ), thầy thuốc làng Ueno xứ Shimotsuke (nay nằm gần thị trấn Ueno, thành phố Sano, tỉnh Tochigi) mời đến mở trường riêng tại nhà của Shimpo gọi là am Deigetsu (sau này là am Chishō). Trong suốt hơn 20 năm, ông đã giảng dạy Dương Minh học và Truyền tập lục (伝習録) một cách dễ hiểu cho người dân nơi đây.
Năm Hōreki thứ 12 (1762), ông chuyển đến sống tại làng Uraga xứ Sagami (nay là thành phố Yokosuka, tỉnh Kanagawa), nơi mẹ và em gái cư ngụ lâu nay, và mất vào ngày 7 tháng 2 năm Meiwa thứ 2 (1765) thọ 72 tuổi, di hài được gia đình chôn cất tại chùa Kenshō-ji Tōyōsan phái Nhật Liên tông. Tác phẩm do ông viết còn lại đến ngày nay gồm có Học tắc (学則) và Tân ngõa (新瓦) trong bộ Tōri di cảo (東里遺稿).